# Sándwich holandés

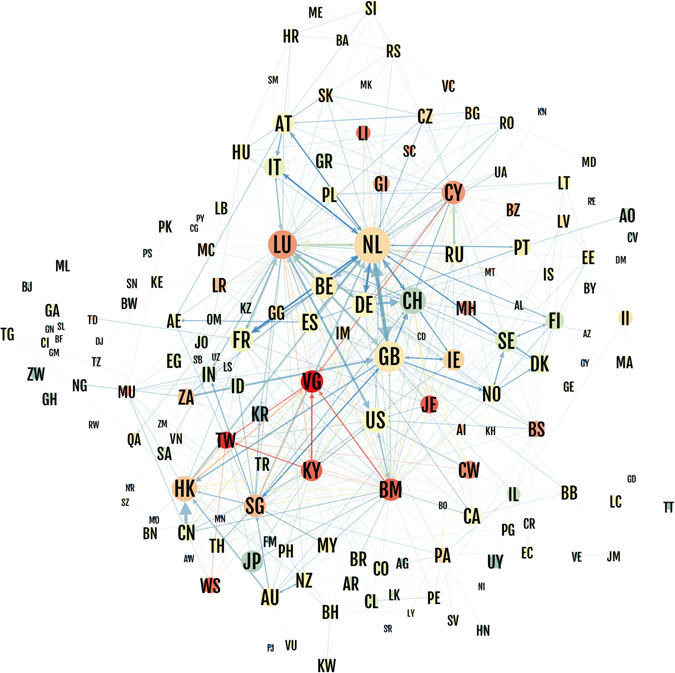
Esquema.

El sándwich holandés es una estrategia de elusión de impuestos sobre sociedades, especialmente utilizada por algunas corporaciones multinacionales estadounidenses para trasladar ganancias provenientes de países de la Unión Europea a paraísos fiscales extraterritoriales y evitar los regímenes de retención de impuestos de la UE creados para evitar movimientos con las ganancias de origen europeo a los paraísos fiscales.
Al igual que el doble irlandés, el sándwich holandés es una herramienta clásica de erosión de bases y beneficios BEPS.

## Descripción
Esta estrategia fiscal se basa en que la mayoría de los países de la Unión Europea permite los pagos de regalías realizados a otros países de la UE sin someterse a retenciones fiscales. A su vez, el código tributario holandés permite que los pagos de regalías realizados a varios paraísos fiscales en el extranjero (como Bermudas), no se someten a retención fiscal en Holanda.
Por lo tanto, el sándwich holandés es una puerta trasera del sistema tributario sobre corporaciones de la Unión Europea hacia ubicaciones en ultramar no impositivas fuera de la UE.
Los pagos de regalías requieren la creación de esquemas de licencia de propiedad intelectual (PI), y por lo tanto esta estrategia se limita a sectores concretos que son capaces de generar una propiedad industrial importante. Es más común en los sectores de tecnología, productos farmacéuticos, dispositivos médicos y sectores industriales específicos (que tienen patentes).

## Doble irlandés
El sándwich holandés se asocia comúnmente con la estructura fiscal del doble irlandés (y multinacionales de tecnología con sede en Irlanda como Google).
El doble irlandés usa una compañía irlandesa (IRL2) que está legalmente constituida en Irlanda (por lo tanto, el código fiscal de EE. UU. la considera extranjera), pero es "administrada y controlada" desde por ejemplo Bermuda (por lo tanto, el código fiscal irlandés lo considera extranjera) Una tercera compañía holandesa en medio (como una rebanada en un sándwich) se utiliza para mover dinero a esta empresa irlandesa (IRL2), sin incurrir en retención fiscal en la cuenta de Irlanda.
Después de presión de la UE el doble irlandés se cerró en 2015, sin embargo, se han creado nuevos esquemas irlandeses para reemplazarlo:
- Esquema fiscal corporativo "irlandés de malta" única de Microsoft y Allergan[14][15]
- Esquema irlandés de Apple y Accenture para asignaciones de capital y activos intangibles.[16][17][18]

## Conductos OFC
El sándwich holandés ha sido un vehículo clave para hacer de los Países Bajos el mayor proveedor global de servicios OFC (casi igual a los 4 siguientes combinados.
Los 5 operadores globales (Países Bajos, Reino Unido, Irlanda, Singapur y Suiza) son países que formalmente no están etiquetados como "paraísos fiscales" por la UE y OCDE, pero tienen vehículos legales y de estructuración "avanzada" que pueden transferir fondos legalmente a 24 paraísos fiscales, sin incurrir en impuestos en el OFC.
Irlanda permite a las multinacionales estadounidenses con gran poder adquisitivo redirigir los beneficios brutos obtenidos en cualquier país de la UE a Irlanda, todo libre de impuestos. Los Países Bajos luego permiten que este dinero irlandés llegue a un paraíso fiscal.